# 総野村
総野村（ふさのむら）は千葉県夷隅郡にかつて存在した村である。

## 地理
- 現在の勝浦市の北東部に位置する。
- 房総丘陵に位置し、村域のほとんど山がちな地形になっている。
- 村は夷隅川の上流域に位置している。

## 歴史

### 村域の変遷
- 1889年（明治22年）4月1日 - 町村制施行により、松野村・小松野村・中倉村・杉戸村・市野川村・市野郷村・佐野村・宿戸村・新戸村・中谷村・平田村・関谷村・白木村・白井久保村・芳賀村・大楠村・蟹田村が合併し夷隅郡総野村が発足。
- 1955年（昭和30年）2月11日 - 総野村は勝浦町・興津町・上野村と合併して勝浦町となる。総野村は消滅。

変遷表
| 1868年 以前 | 1868年 以前 | 明治10年 | 明治22年 4月1日 | 昭和30年 2月11日 | 昭和33年 10月1日 | 現在   |
| ----------- | ----------- | -------- | --------------- | ---------------- | ---------------- | ------ |
|             | 松野村      | 松野村   | 総野村          | 勝浦町           | 市制             | 勝浦市 |
|             | 小松野村    |          | 総野村          | 勝浦町           | 市制             | 勝浦市 |
|             | 中倉村      |          | 総野村          | 勝浦町           | 市制             | 勝浦市 |
|             | 杉戸村      |          | 総野村          | 勝浦町           | 市制             | 勝浦市 |
|             | 市野川村    |          | 総野村          | 勝浦町           | 市制             | 勝浦市 |
|             | 市野々村    | 市野郷村 | 総野村          | 勝浦町           | 市制             | 勝浦市 |
|             | 郷渡村      | 市野郷村 | 総野村          | 勝浦町           | 市制             | 勝浦市 |
|             | 佐野村      |          | 総野村          | 勝浦町           | 市制             | 勝浦市 |
|             | 宿戸村      |          | 総野村          | 勝浦町           | 市制             | 勝浦市 |
|             | 新戸村      |          | 総野村          | 勝浦町           | 市制             | 勝浦市 |
|             | 中谷村      |          | 総野村          | 勝浦町           | 市制             | 勝浦市 |
|             | 平田村      |          | 総野村          | 勝浦町           | 市制             | 勝浦市 |
|             | 関谷村      |          | 総野村          | 勝浦町           | 市制             | 勝浦市 |
|             | 白木村      |          | 総野村          | 勝浦町           | 市制             | 勝浦市 |
|             | 白井久保村  |          | 総野村          | 勝浦町           | 市制             | 勝浦市 |
|             | 芳賀村      |          | 総野村          | 勝浦町           | 市制             | 勝浦市 |
|             | 大楠村      |          | 総野村          | 勝浦町           | 市制             | 勝浦市 |
|             | 蟹田村      |          | 総野村          | 勝浦町           | 市制             | 勝浦市 |

## 村長
- 君塚省三

## 人口・世帯

### 人口
総数 [単位： 人]
| 1891年（明治24年） | 5,859 |
| 1917年（大正 6年） | 6,055 |
| 1945年（昭和20年） | 6,619 |

### 世帯
総数 [単位： 世帯]
| 1945年（昭和20年） | 1,152 |